# Paracladura trichoptera
Paracladura trichoptera är en tvåvingeart som först beskrevs av Osten Sacken 1877.  Paracladura trichoptera ingår i släktet Paracladura och familjen vintermyggor. Inga underarter finns listade i Catalogue of Life.